# NGC 2634
NGC 2634 è una galassia ellittica situata nella costellazione della Giraffa, a una distanza di circa 110 milioni di anni luce dalla nostra Via Lattea.

## Scoperta
La galassia è stata scoperta l'11 agosto 1882 dall'astronomo tedesco Wilhelm Tempel.

## Descrizione
NGC 2634 ha una classe di luminosità II e presenta una larga riga a 21 cm dell'idrogeno neutro.
Nella galassia sono presenti anche regioni di idrogeno ionizzato.

## Identificazione di NGC 2364
Alcuni autori propongono di identificare NGC 2634 con NGC 2630, da altri considerato invece un oggetto perduto.

## Gruppo di NGC 2633
NGC 2634 fa parte del Gruppo di NGC 2633, che comprende almeno altre 4 galassie, cioè IC 2389, NGC 2551, NGC 2633 e NGC 2634A (= PGC 24760).
La velocità radiale della galassia a spirale PGC 24760 (o UGC 4585), che nelle immagini appare poco discosta da NGC 2634, è di 2086 ± 9 km/s, valore non lontano da quello della vicina.
Le due galassie si trovano quindi a una distanza comparabile dalla nostra Via Lattea ed è quindi probabile che formino una coppia di galassie.
PGC 24760 è talvolta indicata come NGC 2634A e taluni ritengono che potrebbe essere identificata con l'oggetto perduto NGC 2631.